# Jennifer Welts
Jennifer Welts ('s-Hertogenbosch, 3 juli 1992) is een Nederlands actrice en fotomodel.

## Levensloop
Welts brengt haar jeugd door in Empel. Ze begon haar acteercarrière bij de musical Doornroosje in 2003 als klein Doornroosje. In 2004 maakte ze haar tv-debuut in de commercial van Katja. In 2005 kreeg ze haar eerste hoofdrol in de musical Annie.
Sinds 2008 speelt ze Kim Donkers in de serie Wolfseinde. Sinds 2010 speelt ze de rol van Sterre de Wit in de tv-serie Het Huis Anubis en de Vijf van het Magische Zwaard. Samen met Alex Molenaar, Sanne-Samina Hanssen, Juliann Ubbergen en Roel Dirven vormt zij de hoofdcast. Tevens namen zij gezamenlijk voor Het Huis Anubis een single op genaamd De Vijf Zintuigen. Naast haar acteerwerk heeft Welts ook gewerkt als fotomodel.
Welts heeft onlangs haar afstudeervoorstelling voor de Toneelacademie Maastricht gespeeld, Volksvernietiging, of mijn lever is zinloos. Eerder was zij voor haar opleiding te zien in onder andere Harde Handen.
Welts is sinds kort woonachtig in Amsterdam.

## Carrière

### Theater
- 2002-2003: Doornroosje (theatertour), als Kleine Doornroosje
- 2003-2004: Doornroosje (Eftelingversie), als Kleine Doornroosje
- 2005-2006: Annie, als Annie
- 2010-2011: Anubis en het Mysterie van het Verborgen Symbool, als Sterre de Wit
- 2011-2012: Anubis en het Geheim van de Verloren Ziel, als Sterre de Wit

### Overig
- Fotomodel voor Lee Jeans (2008)
- Fotoshoot Lekker & Laag (2008)
- De Vijf Zintuigen (2010), de titelsong van Het Huis Anubis en de Vijf van het Magische Zwaard